# Italo Mancini
Italo Mancini (né le 4 mars 1925 à Schieti, un quartier d'Urbino et mort le 7 janvier 1993  à Urbino) est un prêtre et un philosophe italien.

## Biographie
Après des études au séminaire, Italo Mancini passe sa maîtrise en philosophie à l'université catholique de Milan, où par la suite il enseigne pendant dix ans comme assistant et professeur adjoint de philosophie et de religion.
En 1965, Carlo Bo l'appelle à l'Université d'Urbino, où il enseigne d'abord la philosophie de la religion et l'histoire du christianisme, puis la philosophie théorique à la Faculté de pédagogie et, dans ses dernières années, la philosophie du droit à la Faculté des Sciences juridiques.
Spécialiste des plus grands théologiens du XXe siècle, il a dirigé les éditions en italien des écrits de Karl Barth, Rudolf Bultmann et Dietrich Bonhoeffer, publiant sur ce dernier une biographie et une analyse de sa doctrine. Il a fondé l'Institut supérieur de sciences religieuses d'Urbino, qui porte aujourd'hui son nom ; ce fut le seul exemple, pendant bien des années, d'une « faculté de théologie » dans une université laïque.
Parmi les philosophes, il s'est beaucoup consacré à Kant, publiant en 1982 un Guida alla Critica della ragion pura.
Il a participé à la rédaction de la revue internationale de théologie Concilium. Il est l'auteur de plusieurs livres à grand tirage. Sa position le portait vers un radicalisme chrétien à la recherche d'un espace libre et indépendant, et capable de donner une réponse croyante à la culture dite « radicale ».

## Publications
- Ontologia fondamentale, La Scuola, Brescia 1958
- Il giovane Rosmini. I. La metafisica inedita, Argalìa, Urbino 1963
- Filosofi esistenzialisti, (Heidegger, Marcel, Wahl, Gilson, Lotze), Argalìa, Urbino 1964
- Linguaggio e salvezza, Vita e Pensiero, Milan 1964
- Filosofia della religione, Abete, Rome 1968
- Bonhoeffer, Vallacchi, Florence 1969
- Teologia ideologia utopia, Queriniana, Brescia 1974
- Kant e la teologia, Cittadella, Assise 1975
- Futuro dell'uomo e spazio per l'invocazione, L'Astrogallo, Ancône 1975
- Novecento teologico, Vallecchi, Florence 1977
- Con quale cristianesimo, Coines, Rome 1978
- Teologia ideologia utopia, Queriniana, Brescia 1978
- Come continuare a credere, Rusconi, Milan 1980
- Negativismo giuridico', QuattroVenti, Urbino 1981
- Guida alla Critica della ragion pura, vol. I, QuattroVenti, Urbino 1982
- Il pensiero negativo e la nuova destra, Mondadori, Milan 1983
- Filosofia della prassi, Morcelliana, Brescia 1986
- Tre follie, Camunia, Milan 1986
- Guida alla Critica della ragion pura, vol. II. L'Analitica, QuattroVenti, Urbino 1988
- Tornino i volti, Marietti, Gênes 1989
- L'Ethos dell'Occidente, Marietti, Gênes 1990
- Scritti cristiani. Per una teologia del paradosso, Marietti, Gênes 1991
- Bonhoeffer (postfazione di Piergiorgio Grassi), Morcelliana, Brescia 1995

## Source de la traduction
- (it) Cet article est partiellement ou en totalité issu de l’article de Wikipédia en italien intitulé « Italo Mancini » (voir la liste des auteurs).